# Xihu, Hangzhou
Xihu är ett stadsdistrikt i den kinesiska provinsen Zhejiang, och är ett av Hangzhous åtta stadsdistrikt.
Distriktet har fått sitt namn från Xihu (den västra sjön) som är belägen i distriktet. En viktig institution i distriktet är det prestigefyllda Zhejianguniversitetet.
Befolkningen uppgick till 593 324 invånare vid folkräkningen år 2000. Distriktet var detta år indelat i sju gatuområden (jiedao), sex köpingar (zhèn) samt tre socknar (xiāng). Den största orten utanför Hangzhous centralort, där gatuområdena ingår, är Sandun med 52 046 invånare 2000.